# Олану
Олану (рум. Olanu) — село у повіті Вилча в Румунії. Входить до складу комуни Олану.
Село розташоване на відстані 150 км на захід від Бухареста, 27 км на південь від Римніку-Вилчі, 71 км на північний схід від Крайови, 135 км на південний захід від Брашова.

## Населення
За даними перепису населення 2002 року у селі проживали 615 осіб, усі — румуни. Усі жителі села рідною мовою назвали румунську.